# Vojtěch Hynek Popelka
Vojtěch Hynek Popelka (13. prosince 1888 Smíchov – 26. ledna 1961 Praha) byl český akademický malíř a ilustrátor.

## Život
Narodil se na Smíchově v rodině Vojtěcha Popelky. Zprvu studoval na pražské Uměleckoprůmyslové škole u profesorů Emanuela Dítěte ml. a Heinricha Jaksche. V letech 1911–1912 pokračoval ve studiu na malířské akademii ve speciálce prof. Hanuše Schwaigra. Po ukončení akademického studia malíř vyjížděl na studijní cesty po Čechách a Moravě, nejvíce však maloval ve Strmilově u Jindřichova Hradce. Věnoval se krajinomalbě, specializoval se však na malbu zvířat. V roce 1923 studoval a maloval v pařížské Jardin des plantes život a pohyby zvířat. Pro nakladatelství Sfinx vytvořil ilustrace k Brehmovu životu zvířat. Pořádal výstavy v Topičově salonu a v Rubešově galerii. Jeho obrazy jsou mimo jiné ve sbírkách Městského muzea v Jindřichově Hradci, v Galerii v Plzni a v Městském muzeu v Náchodě.